# Gerichtsbezirk Mürzzuschlag
Der Gerichtsbezirk Mürzzuschlag ist ein dem Bezirksgericht Mürzzuschlag unterstehender Gerichtsbezirk im Bundesland Steiermark.

## Geschichte
Der Gerichtsbezirk Mürzzuschlag wurde durch eine 1849 beschlossene Kundmachung der Landes-Gerichts-Einführungs-Kommission geschaffen und umfasste ursprünglich die acht Gemeinden Altenberg, Gans, Kapellen, Langenwang, Mürzsteg, Mürzzuschlag, Neuberg und Spital.
Der Gerichtsbezirk Mürzzuschlag bildete im Zuge der Trennung der politischen von der judikativen Verwaltung
ab 1868 gemeinsam mit den Gerichtsbezirken Aflenz, Bruck, Kindberg und Mariazell den Bezirk Bruck.
Ab 1. Jänner 1902 bildeten die Gerichtsbezirke Mürzzuschlag und Kindberg unter dem Namen Mürzzuschlag einen neuen Bezirk.
Während der Bezirk Mürzzuschlag im Zuge der nationalsozialistischen Verwaltungsänderungen um den Gerichtsbezirk Mariazell erweitert wurde,
blieb der Umfang des Gerichtsbezirks Mürzzuschlag unverändert. 
Während Mariazell 1945 wieder dem Bezirk Bruck an der Mur zugeschlagen wurde, erfuhr der Gerichtsbezirk Mürzzuschlag per 1. März 1948 erstmals größere Gebietsänderungen, wobei Teile der Gemeinde Halltal vom Gerichtsbezirk Mariazell übernommen wurden.
Die Größe des Gerichtsbezirks erhöhte sich dadurch von 450,45 km² im Jahr 1910
auf 473,72 km² (1951).
Eine weitere Vergrößerung erfuhr der Gerichtsbezirk durch die Auflösung des Gerichtsbezirks Kindberg. Durch diese Maßnahme übernahm der Gerichtsbezirk Mürzzuschlag per 1. Juli 2002 die Gemeinden Allerheiligen im Mürztal, Kindberg, Krieglach, Mitterdorf im Mürztal, Mürzhofen, Stanz im Mürztal, Veitsch und Wartberg im Mürztal,
wodurch sich das Gerichtsbezirksgebiet auf 848,47 km² nahezu verdoppelte und seither den gesamten politischen Bezirk Mürzzuschlag umfasste, wie er bis 2012 bestand.
Mit Wirkung ab 1. Jänner 2015 wurde der Gerichtsbezirk aufgrund der Veränderungen im Rahmen der Gemeindestrukturreform in der Steiermark in der „Bezirksgerichte-Verordnung Steiermark 2015“ neu definiert.

## Gerichtssprengel
Seit Jänner 2015 ist der Gerichtssprengel durch das Gebiet folgender acht Gemeinden definiert: Kindberg, Krieglach, Langenwang, Mürzzuschlag, Neuberg an der Mürz, Spital am Semmering, Stanz im Mürztal, Sankt Barbara im Mürztal.
Er ist somit deckungsgleich mit dem Bezirk Mürzzuschlag, wie er bis 2012 bestand.